# Бережницька сільська рада (Дубровицький район)
Бережни́цька сільська́ ра́да — орган місцевого самоврядування в Дубровицькому районі Рівненської області. Адміністративний центр — село Бережниця.

## Загальні відомості
- Бережницька сільська рада утворена в 1940 році.
- Територія ради: 46,86 км²
- Населення ради: 1 184 особи (станом на 2001 рік)
- Територією ради протікають річки Горинь, Бережанка.

## Населені пункти
Сільській раді підпорядковані населені пункти:
- с. Бережниця
- с. Білаші
- с. Підлісне

## Населення
Станом на 1 січня 2011 року населення сільської ради становило 1100 осіб. У 2017 році населення сільської ради становило 1079 осіб.
Згідно з переписом УРСР 1989 року чисельність наявного населення сільської ради становила 1243 особи, з яких 562 чоловіки та 681 жінка.
За переписом населення України 2001 року в сільській раді мешкало 1159 осіб.

### Мова
Розподіл населення за рідною мовою за даними перепису 2001 року:
| Мова       | Відсоток |
| ---------- | -------- |
| українська | 99,16 %  |
| російська  | 0,59 %   |
| молдовська | 0,17 %   |
| білоруська | 0,08 %   |

### Вікова і статева структура
Структура жителів сільської ради за віком і статтю (станом на 2011 рік):
| Вік   | Чоловіків | Жінок | Разом |
| ----- | --------- | ----- | ----- |
| 0-17  | 164       | 141   | 305   |
| 18-39 | 154       | 141   | 295   |
| 40-59 | 128       | 132   | 260   |
| 60+   | 84        | 156   | 240   |
| Разом | 530       | 570   | 1100  |

### Соціально-економічні показники
| Працездатне населення | Працездатне населення | Працездатне населення | Працездатне населення | Працездатне населення | Працездатне населення | Непрацездатне населення | Непрацездатне населення | Непрацездатне населення | Непрацездатне населення | Непрацездатне населення | Непрацездатне населення | Все населення |
| Чоловіки              | Чоловіки              | Жінки                 | Жінки                 | Разом                 | Разом                 | Чоловіки                | Чоловіки                | Жінки                   | Жінки                   | Разом                   | Разом                   | 1100          |
| ос.                   | %                     | ос.                   | %                     | ос.                   | %                     | ос.                     | %                       | ос.                     | %                       | ос.                     | %                       | 1100          |
| --------------------- | --------------------- | --------------------- | --------------------- | --------------------- | --------------------- | ----------------------- | ----------------------- | ----------------------- | ----------------------- | ----------------------- | ----------------------- | ------------- |
| 243                   | 22                    | 270                   | 24                    | 513                   | 46                    | 263                     | 24                      | 334                     | 30                      | 597                     | 54                      | 1100          |

| Зайняті  | Зайняті  | Зайняті | Зайняті | Зайняті | Зайняті | Безробітні | Безробітні | Безробітні | Безробітні | Безробітні | Безробітні | Все населення |
| Чоловіки | Чоловіки | Жінки   | Жінки   | Разом   | Разом   | Чоловіки   | Чоловіки   | Жінки      | Жінки      | Разом      | Разом      | 1100          |
| ос.      | %        | ос.     | %       | ос.     | %       | ос.        | %          | ос.        | %          | ос.        | %          | 1100          |
| -------- | -------- | ------- | ------- | ------- | ------- | ---------- | ---------- | ---------- | ---------- | ---------- | ---------- | ------------- |
| 139      | 23       | 155     | 26      | 294     | 49      | 1          | 0          | 5          | 1          | 6          | 1          | 1100          |

| Дорослі | Діти | Пенсіонери | Інваліди Німецько-радянської війни | Учасники бойових дій | Інваліди всіх груп і категорій | Люди, які обслуговуються служб. соц. допом. на дому | Неповні сім'ї | Діти з неповних сімей | Багатодітні сім'ї | Діти з багатодітних сімей | Діти-інваліди | Діти-сироти | Одинокі багатодітні матері |
| ------- | ---- | ---------- | ---------------------------------- | -------------------- | ------------------------------ | --------------------------------------------------- | ------------- | --------------------- | ----------------- | ------------------------- | ------------- | ----------- | -------------------------- |
| 813     | 312  | 380        | -                                  | 2                    | 84                             | 18                                                  | 14            | 19                    | 26                | 100                       | 8             | 3           | 2                          |

## Вибори
Станом на 2011 рік кількість виборців становила 782 особи.

## Склад ради
Рада складається з 16 депутатів та голови.
- Голова ради: Кремезь Мирослав Володимирович
- Секретар ради: Луковець Галина Євгенівна

### Керівний склад попередніх скликань
| Прізвище, ім'я, по батькові    | Основні відомості                                                 | Дата обрання | Дата звільнення |
| ------------------------------ | ----------------------------------------------------------------- | ------------ | --------------- |
| Котяш Євгенія Адамівна         | Сільський голова, 1961 року народження, позапартійна              | 26.03.2006   | 31.10.2010      |
| Кремезь Мирослав Володимирович | Сільський голова, 1970 року народження, освіта вища, безпартійний | 31.10.2010   |                 |

Примітка: таблиця складена за даними сайту Верховної Ради України